# Strahlweg

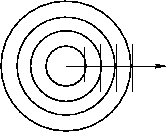
Skizze zur Ausbreitung einer Kugelwelle: Die Kreise stellen die Wellenfronten zu einer jeweils bestimmten Zeit dar. Eingezeichnet ist außerdem ein bestimmter Strahlweg. Der Wellenstrahl steht senkrecht auf der Wellenfront (durch Tangenten dargestellt).

Der Strahlweg (oder Laufweg) bezeichnet in der Seismik und in der Seismologie den Weg, den eine seismische Welle von ihrem Entstehungsort bis zum Ort ihrer Registrierung durch ein Seismometer durch die Erde zurücklegt. Er ist die senkrechte Trajektorie der Wellenfront.
Erdbeben- oder künstlich angeregte seismische Wellen breiten sich vom Quellort in alle Richtungen aus (siehe Abbildung rechts). Ist die Ausbreitungsgeschwindigkeit in alle Richtungen gleich, so erfolgt die Ausbreitung kugelförmig. In großer Entfernung vom Quellort erscheint die Wellenfront auf Grund des großen Radius als eben, d. h. die Krümmung ist vernachlässigbar gering geworden. Hier wird von einer ebenen Welle gesprochen. Der Strahlweg ist wiederum senkrecht zur Wellenfront.

Strahlwege verschiedener seismischer Wellenphasen, die das Erdinnere durchlaufen.

Auf der Grundlage der Fermatschen Prinzips verläuft die Energieausbreitung einer seismischen Welle durch den Erdkörper auf jenem Weg, für den die benötigte Zeit zwischen dem Quellort und dem Ort der Detektierung minimal wird. Verändert sich also die Ausbreitungsgeschwindigkeit des Mediums (z. B. durch Materialveränderung, Porenvolumen, Porenfüllung, Druckänderung u. v. m), so ändert sich auch der Strahlweg. Da die Geschwindigkeit im Erdinneren in der Regel kontinuierlich (graduell) mit der Tiefe zunimmt, sind die Strahlwege von Erdbebenwellen meist bogenförmig (Abbildung, links). 
Die Verwendung des Strahlweges erlaubt eine einfache geometrische. d. h. zweidimensionale Betrachtung der Erdbebenwellen bei der seismischen Untersuchung des Erdinneren, die in den meisten Fällen eine hinreichende Genauigkeit erbringt.
Komplexe Untergrundstrukturen jedoch können zu einer fehlerhaften Auswertung führen, wenn Wellenenergie von Strukturen außerhalb der Quell-Empfänger-Ebene gestreut oder reflektiert wird. In solchen Fällen ist eine dreidimensionale Betrachtung des Untergrundes unerlässlich.